# (2908) Shimoyama
(2908) Shimoyama (1981 WA; 1950 TJ4; 1955 TQ; 1976 YA4; 1981 UH10) ist ein ungefähr 30 Kilometer großer Asteroid des äußeren Hauptgürtels, der am 18. November 1981 von dem japanischen Astronomen Toshimasa Furuta am Tokai-Observatorium in der Präfektur Aichi in Japan (IAU-Code 879) entdeckt wurde.

## Benennung
(2908) Shimoyama wurde nach dem Dorf Shimoyama benannt, nahe dem sich das Tokai-Observatorium befindet.